# Lorenzo Sciascia
Lorenzo Sciascia (auch: Sciasca oder laut eigener Unterschrift „Maister Lorenz Sciassia, welscher Pau- und Maurermaister“; * um 1643 in Roveredo, Graubünden; † 1694 ebenda) war ein Graubündner Baumeister und Architekt des Barock.

## Leben und Werke
Sciascia stammte wie der Architekt Kaspar Zuccalli (1629–1678) aus Roveredo und wirkte in Bayern.
Seine Hauptwerke sind neben dem Kloster Weyarn die Pfarrkirche St. Oswald in Traunstein (1678) und die Kirchen Mariä Himmelfahrt in Vachendorf (1681), Inseldom Herrenchiemsee (1684), St. Michael in Sachrang (1687/88), Mariä Himmelfahrt in Antwort bei Bad Endorf (1687/88), die Wallfahrtskirche St. Pankraz in Karlstein bei Reichenhall (1687–1689), und St. Ägidius in Gmund (1688). Von ihm stammen auch der Glockenturm der Franziskanerkirche in Berchtesgaden, die Aufstockung des Kirchturms von Haslach und im selben Ort die Villa (sogenanntes Schloss, Hochstraße 4).

## Bilder

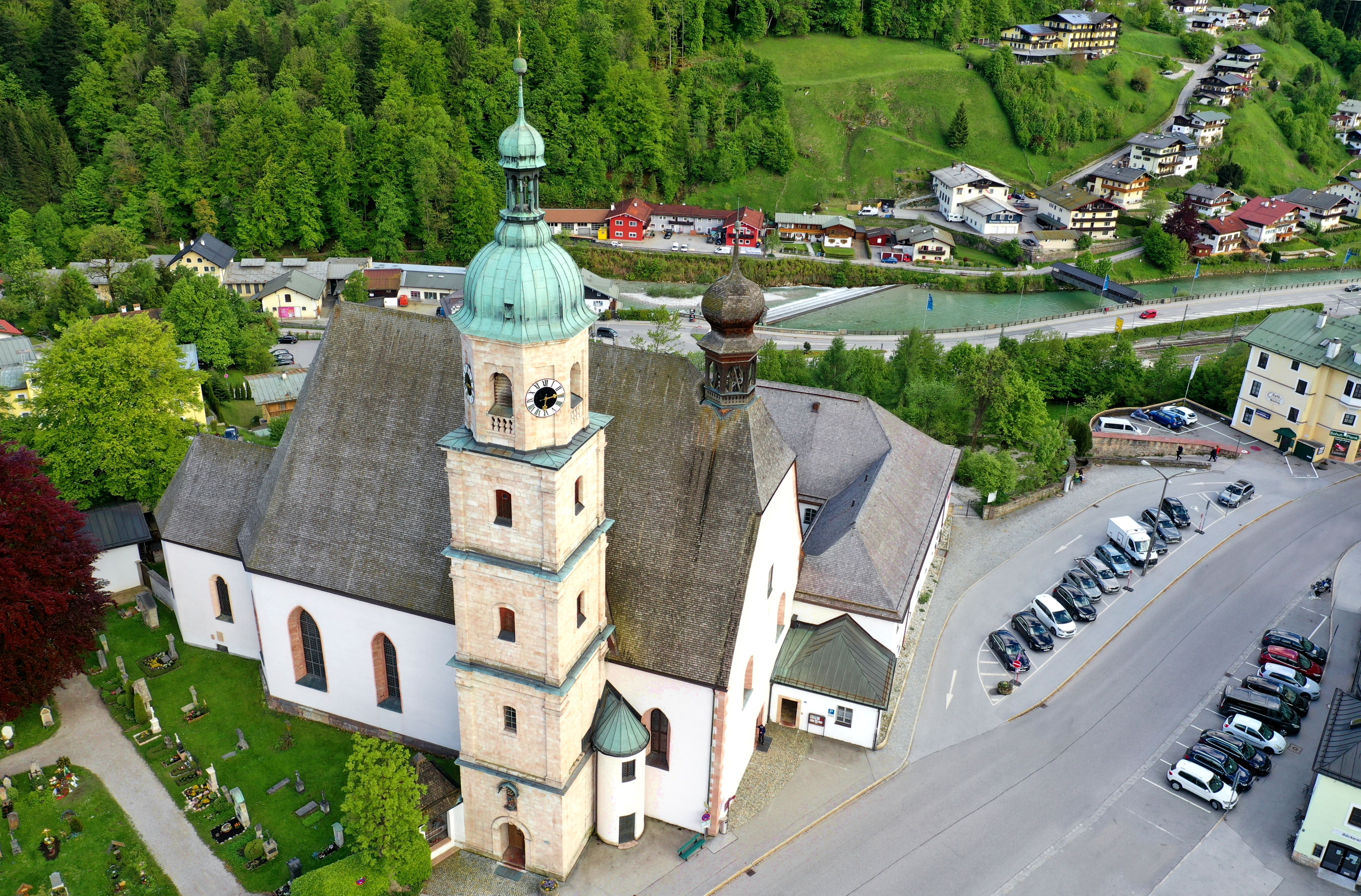
Glockenturm Franziskanerkirche (Berchtesgaden)
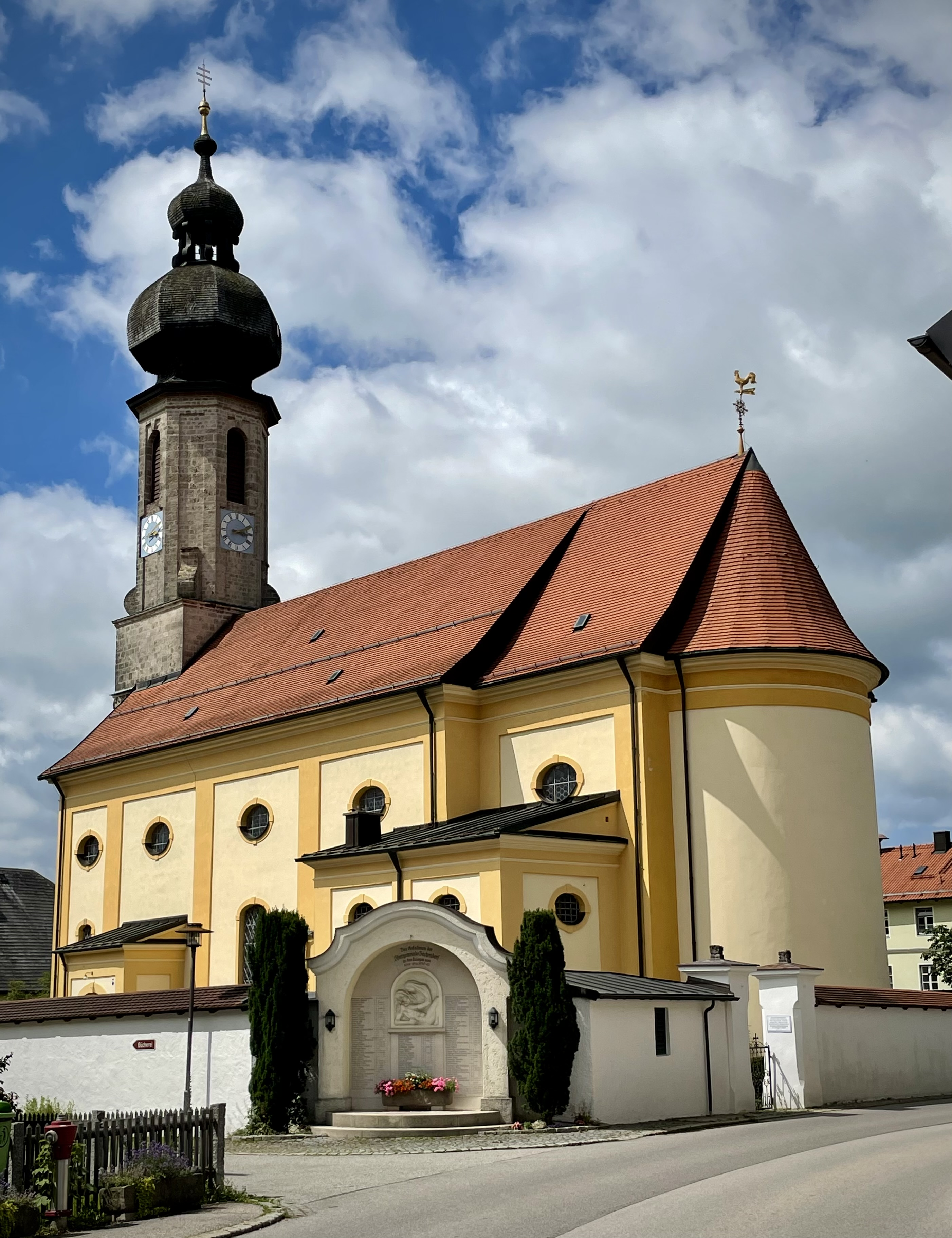
Pfarrkirche Mariä Himmelfahrt (Vachendorf)
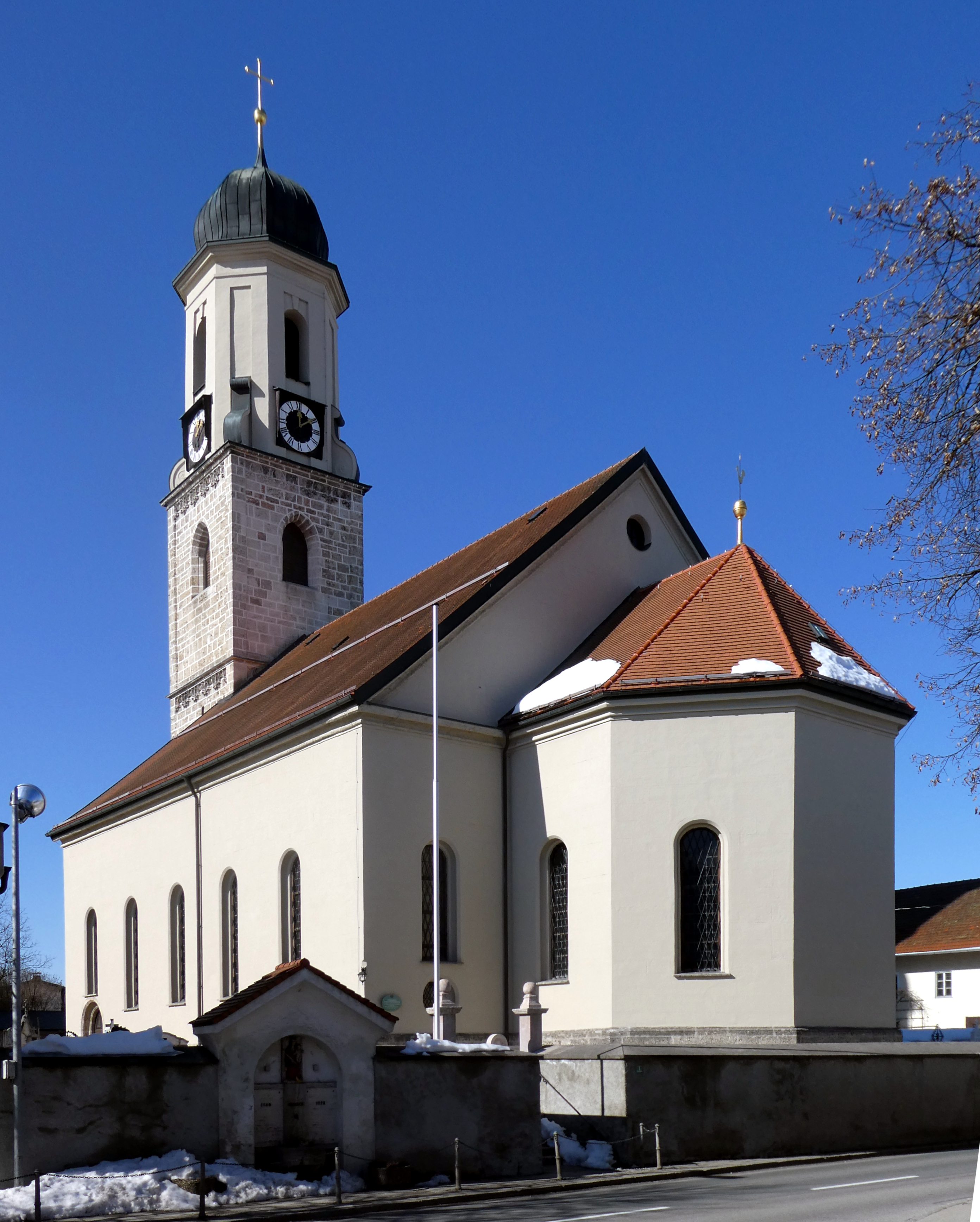
Pfarrkirche Mariä Verkündigung (Haslach)
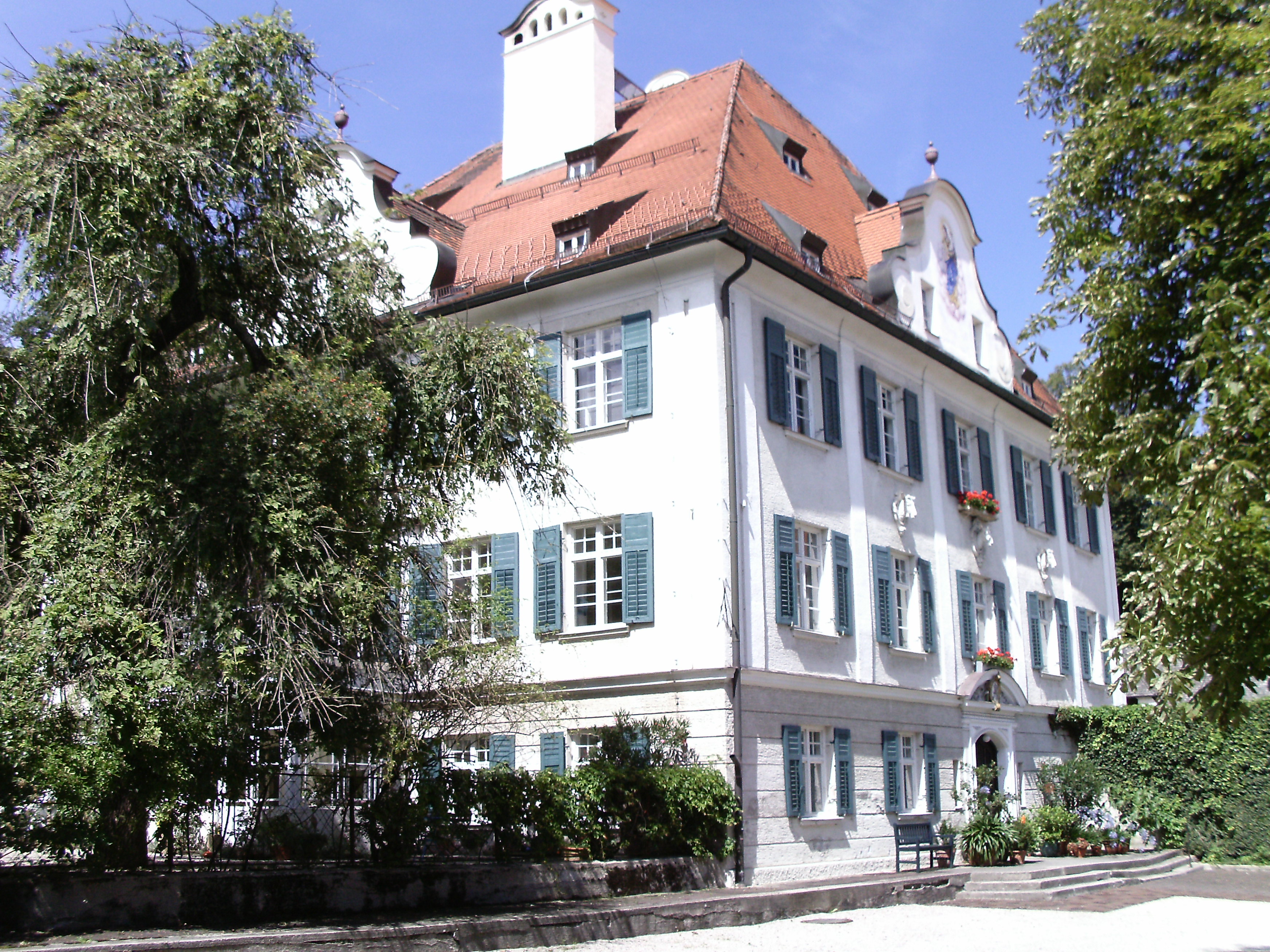
Als Haslacher Pfarrhof von Lorenzo Sciascia errichtet, jetzt Villa in Haslach (Traunstein)